# Leandro Niehues
Leandro Carlos Silveira Niehues, mais conhecido como Leandro Niehues (Toledo, 14 de março de 1973), é um treinador de futebol brasileiro.

## Carreira
Foi vice-campeão do Campeonato Paranaense de 2009 com o J. Malucelli e teve longas passagens pelo Atlético-PR como auxiliar técnico e treinador das categorias de base. Durante o Campeonato Paranaense de 2010, esteve à frente do time principal da equipe paranaense, mas, nesse mesmo campeonato, voltou a ser auxiliar técnico, dessa vez de Paulo César Carpeggiani. Meses depois, voltou a assumir o comando do Atlético Paranaense, daquela vez como interino. Deixou o clube em agosto de 2011.
Em 2012, foi treinador do Corinthians Paranaense. No ano seguinte, assumiu o posto de coordenador-técnico do Figueirense, no qual participou ativamente da reestruturação do corpo técnico e do elenco de atletas que acabou conquistando o acesso à Série A do Campeonato Brasileiro.
Em 2014, assume o comando técnico do Arapongas. Nessa mesma temporada, foi contratado pelo Inter de Lages, pelo qual sagrou-se campeão do Campeonato Catarinense da Série B e foi eleito o melhor técnico da competição.
No início de 2015, comandou o Luverdense, do qual foi demitido em fevereiro devido a divergências com a direção do clube. Em maio desse mesmo ano, acertou com o Volta Redonda para a disputa da Série D do Campeonato Brasileiro.
Em 2016, comandou a equipe do Rio Branco no Campeonato Paranaense, saindo depois para trabalhar no Vila Nova.
Em 2017 comandou a equipe do Espirito Santo Futebol Clube, da capital Vitória , realizando uma ótima campanha, mesmo com uma equipe jovem.
No segundo semestre de 2017 montou e dirigiu a equipe do Rio Branco de Paranágua na Copa Paraná , chegando até a semifinal, sendo eliminado nos penaltis.
Em 2018 treinou a equipe do Internacional de Lages no 1 turno  campeonato catarinense, e no segundo semestre trabalhou coo Coordenador Técnico do Rio Claro FC, na Copa Paulista.
Em 2019 iniciou  os trabalhos na equipe do Paysandu Sport Club na função de auxiliar Técnico  do clube e chegou a comandar a equipe como técnico interino contra o maior rival Remo pelo Campeonato Paraense e também pela Copa do Brasil contra o Internacional.
Em 2020 deixou o cargo no Paysandu para comandar a equipe do Iporá.
Ainda em 2020 Retornou ao Paysandu na função de treinador interino e ocupar novamente a função de auxiliar-técnico permanente do clube, posteriormente deixou o clube para ocupar a função de auxiliar no Operário-PR.

## Títulos
Atlético-PR (Juniores)
- Campeonato Paranaense de Juniores: 2004, 2005 e 2006
- Taça BH: 2006
- Copa Saprissa: 2006
- Dallas Cup: 2004, 2005

Inter de Lages
- Campeonato Catarinense da Série B: 2014